# Domenico Alaleona
Domenico Alaleona (16 novembre 1881 - 28 décembre 1928) est un organiste, compositeur et professeur de musique classique italien, né et mort à Montegiorgio. En 1912, il compose l'opéra Mirra.

## Biographie
Domenico Alaleona est un organiste et compositeur italien. Il prend des cours de musique auprès d'Antonio Bernabei et poursuit ses études à Académie nationale Sainte-Cécile à Rome : en composition avec Cesare De Sanctis, en pianoforte avec Alessandro Bustini, en harmonie et orgue avec Remigio Renzi (it). Il est diplômé en composition, orgue et harmonie en 1907, l'année suivante, il est diplômé en lettres. Il est chef d'orchestre et chef de chœur à Livourne et à Rome, où il enseigne le chant choral à l'école nationale de musique ; à partir de 1916, il est professeur à l'Académie nationale Sainte-Cécile en histoire et esthétique de la musique ; il a été un précurseur de l'étude des aspects techniques de la musique, en introduisant des termes tels que dodécaphonie, toujours en usage aujourd'hui. Il a été collaborateur et critique musical pour divers magazines et journaux: Rivista Musicale Italiana, Harmonia, The piano. À sa mort, causée par une maladie inconnue, il a laissé plus de six cents œuvres, dont l'œuvre la plus connue, Mirra, composée en 1913 et dédiée à Arturo Toscanini.
Le théâtre municipal de Montegiorgio et la place adjacente où domine sa maison natale portent son nom.

## Publications
- Studi sulla storia dell'oratorio musicale in Italia, Turin, Bocca, 1908
- Su Emilio de' Cavalieri, dans «Nuova musica», 1905
- I moderni orizzonti della tecnica musicale, dans «Rivista Musicale Italiana», 1911
- La musica italiana fuori d'Italia, dans «Harmonia», 1913
- L'armonia modernissima: le tonalità neutre e l'arte di stupore, dans «Rivista Musicale Italiana», 1911
- Linguaggio materno e umanità musicale, Lettera a Vittorio Gui, dans «Harmonia» 1914
- Il libro d'oro del musicista: fondamenti fisici, storici, estetici dell'arte: con disegni ed esempi musicali: corso unico per strumentisti e preparatorio per compositori, Milan, Ricordi, 1923